# Luogosano
Luogosano község (comune) Olaszország Campania régiójában, Avellino megyében.

## Fekvése
A megye keleti részén fekszik, a Calore Irpino folyó völgyében. Határai: Fontanarosa, Lapio, Paternopoli, San Mango sul Calore, Sant’Angelo all’Esca és Taurasi.

## Története
A települést az ókori Cisauna szamnisz helyén alapították a 9. században a longobárdok. Ebben az időben épült fel a település első temploma és kolostora a Santa Maria di Locosano, amelynek első írásos említéséből származik a település elnevezése is S. Mariae in partibus Beneventi dictus Sanus Locus. A 14. század elején a település átkerült a kolostor tulajdonából a Fontanarosa család fennhatósága alá. A feudalizmus felszámolásával a Nápolyi Királyságban, 1803-ban önálló település lett. 

## Népessége
A népesség számának alakulása:

## Főbb látnivalói
- Castello (a település középkori vára)
- Madonna della Pietà-templom

## Közlekedés
A Luogosano-San Mango sul Calore megálló a falutól délre található, az Avellino–Rocchetta Sant’Antonio-vasútvonalon, amely már nem közlekedik. A település az A16-os Nápoly-Canosa autópálya Grottaminarda kijáratán keresztül érhető el.